# Slightly Married
Slightly Married, també coneguda com Strange Marriage, és una pel·lícula de comèdia romàntica estatunidenca de 1932 dirigida per Richard Thorpe i protagonitzada per Evalyn Knapp, Walter Byron i Marie Prevost.

## Argument
Jimmy Martin, borratxo i de classe alta, salva la completa estranya Mary Smith de ser enviada a la presó donant suport a la seva història que ella estava esperant un home que es casaria amb ella, quan va ser arrestada a la cantonada del carrer. El jutge, que sospita, s'ofereix a unir-los al moment. Ell s'enamora d'ella, tot i que ja té una promesa. Quan la seva mare se n'assabenta, amenaça amb tallar-li els ingressos (no aconseguirà el control de la seva fortuna durant dos anys). Això provoca un malentès. Jimmy arriba a creure que la Mary només estava interessada en els seus diners quan ella s'ofereix a deixar-lo marxar del matrimoni, mentre que ella s'ha enamorat d'ell.

## Repartiment
- Evalyn Knapp com Mary Smith
- Walter Byron com Jimmy Martin
- Marie Prevost com Nellie Gordon
- Jason Robards Sr. com Jack Haines
- Dorothy Christy com a Marjorie Reynolds
- Clarissa Selwynne com la senyora Martin
- Phillips Smalley com el Sr. Martin
- Herbert Evans com a Hodges
- Robert Ellis com a Brandon
- Lloyd Ingraham com a jutge
- Al Bridge com a llogater
- Bobby Burns com a ministre
- Allan Cavan com a banquer
- Jack Pennick com a mariner